# Ida Kapp
Ida Ernestina Kapp (* 15. Juni 1884 in Unna; † 23. Mai 1979 in Planegg) war eine deutsche Klassische Philologin.

## Leben
Ida Kapp, eine Enkelin des Philosophen Ernst Kapp (1808–1896), bereitete sich privat auf die Reifeprüfung vor und studierte anschließend an der Friedrich-Wilhelms-Universität Berlin Klassische Philologie. Zu ihren Kommilitonen zählten ihr jüngerer Bruder Ernst Kapp (1888–1978) und Tycho von Wilamowitz-Moellendorff (1885–1914), zu ihren akademischen Lehrern Hermann Diels, Eduard Norden und Ulrich von Wilamowitz-Moellendorff, dessen erste weibliche Doktorandin sie wurde. Ihre Dissertation, mit der sie 1915 zum Dr. phil. promoviert wurde, enthielt eine Fragmentsammlung zu Kallimachos’ Epos Hekale (Callimachi Hecalae fragmenta).
Nach dem Examen erhielt Ida Kapp eine Stelle beim Thesaurus Linguae Latinae in München, wo sie ab dem 1. Februar 1916 tätig war. Am 1. April 1930 wurde sie zur Redaktorin ernannt. Am 31. März 1962 trat sie in den Ruhestand, blieb der Thesaurus-Redaktion jedoch weiterhin verbunden. Sie hatte Artikel für die Bände V 1–VII 2 verfasst und war verantwortliche Herausgeberin des Bandes V 2 (Buchstabe E) gewesen, bei dem sie höchste Ansprüche an die Artikelqualität stellte.
Zu ihrem 70. Geburtstag veröffentlichten ihre Kollegen und Freunde eine Festschrift. Die Bayerische Akademie der Wissenschaften zeichnete Ida Kapp mit der Medaille „Bene merenti“ aus. Ihre letzten Lebensjahre waren von einem schweren Verkehrsunfall überschattet, dessen Folgen sie mehr und mehr einschränkten. Sie starb nach jahrelanger stationärer Behandlung in einer chirurgischen Klinik in Planegg.